# إدوارد إل. هاميلتون
إدوارد إل. هاميلتون (بالإنجليزية: Edward L. Hamilton) هو محامي وسياسي أمريكي، ولد في 9 ديسمبر 1857 في الولايات المتحدة، وتوفي في 2 نوفمبر 1923. حزبياً، نشط في الحزب الجمهوري. وقد انتخب عضو مجلس النواب الأمريكي.